# 844
| [ Edytuj tabelę ]          |                                                                |
| Król Anglii                | - 839 Ethelwulf 858                                            |
| Hrabia Aragonii            | - 844 Galindo I Aznárez 867                                    |
| Król Asturii               | - 842 Ramiro I 850                                             |
| Hrabia Barcelony           | - 836 Bernard 844 - 844 Sunifred I 848                         |
| Cesarz Bizancjum           | - 842 Michał III Metystes 867                                  |
| Chan Bułgarii              | - 836 Presjan 852                                              |
| Cesarz Chin                | - 840 Tang Wuzong 846                                          |
| Król Franków wschodnich    | - 840 Lotar I 855                                              |
| Król Franków zachodnich    | - 843 Karol II Łysy 877                                        |
| Cesarz Japonii             | - 833 Ninmyō 850                                               |
| Kalif                      | - 842 Al-Wasik 847                                             |
| Król Khmerów               | - 802 Dżajawarman II 850                                       |
| Patriarcha Konstantynopola | - 843 Metody I 847                                             |
| Król Mercji                | - 840 Berhtwulf 852                                            |
| Król Nawarry               | - 824 Inigo Arista 851                                         |
| Król Nortumbrii            | - 840 Etelred II 848 - 844 Redwulf 844                         |
| Książę Obodrzyców          | - 826 Gostomysł 844                                            |
| Papież                     | - 827 Grzegorz IV 844 - 844 Sergiusz II 847 - 844 Jan VIII 844 |
| Cesarz rzymski             | - 817 Lotar I 855                                              |
| Książę Saksonii            | - 844 Ludolf 866                                               |
| Król Szkocji               | - 843 Kenneth I 858                                            |
| Doża Wenecji               | - 837 Pietro Tradonico 864                                     |
| Książę wielkomorawski      | - 820 Mojmir I 846                                             |

Rok 844 / DCCCXLIV
stulecia: VIII wiek ~
IX wiek ~
X wiek

lata: 834 «
839 «
840 «
841 «
842 «
843 «
844
» 845
» 846
» 847
» 848
» 849
» 854

## Wydarzenia
- 23 maja – zwycięstwo wojsk asturyjskich nad muzułmanami w bitwie pod Clavijo.

- W bitwie z Frankami wschodnimi zginął książę obodrycki Gostomysł.
- Król Szkotów Kenneth I podbił królestwo Piktów i utworzył królestwo Alby.
- Władze Chin w celu poprawy sytuacji finansowej państwa skonfiskowały majątki kościołów: buddyjskiego, nestoriańskiego, manichejskiego, islamskiego i zoroastryjskiego.

## Zmarli
- Gostomysł, wielki książę obodrycki w bitwie przeciw Ludwikowi Niemieckiemu